# Liste der Monuments historiques in Housseras
Die Liste der Monuments historiques in Housseras führt die Monuments historiques in der französischen Gemeinde Housseras auf.

## Liste der Objekte
| Bezeichnung               | Beschreibung                                      | Standort                      | Kennzeichnung | Schutzstatus | Datum | Bild |
| ------------------------- | ------------------------------------------------- | ----------------------------- | ------------- | ------------ | ----- | ---- |
| Skulptur Christus         | 19. Jahrhundert                                   | in der Kirche St-Pient (Lage) | PM88001518    | Inscrit      | 1984  |      |
| Ziborium                  | Goldschmiedearbeit, 19. Jahrhundert               | in der Kirche St-Pient (Lage) | PM88001521    | Inscrit      | 1984  |      |
| Osterleuchter             | Holz, farbig gefasst, Ende des 18. Jahrhunderts   | in der Kirche St-Pient (Lage) | PM88001516    | Inscrit      | 1984  |      |
| Skulptur Madonna mit Kind | 19. Jahrhundert                                   | in der Kirche St-Pient (Lage) | PM88001519    | Inscrit      | 1984  |      |
| Zwei Engelsskulpturen     | Holz, farbig gefasst, Anfang des 19. Jahrhunderts | in der Kirche St-Pient (Lage) | PM88000464    | Classé       | 1985  |      |
| Chorschranke              | Schmiedeeisen, 1834                               | in der Kirche St-Pient (Lage) | PM88001517    | Inscrit      | 1984  |      |
| Kreuzweg                  | 14 Gemälde; Ölfarbe auf Leinwand, 1857            | in der Kirche St-Pient (Lage) | PM88001520    | Inscrit      | 1984  |      |